# Крошечные белки
Крошечные белки (лат. Exilisciurus) — род грызунов из подсемейства Callosciurinae семейства беличьих. Представители рода обитают в Юго-Восточной Азии.
В отличие от черноухих белок (Nannosciurus), у крошечных белок отсутствуют полосы на морде.

## Классификация
Ранее крошечные белки рассматривались в составе рода Nannosciurus, но в 1958 году Джозеф Куртис Мур выделил их в самостоятельный род Exilisciurus.
База данных Американского общества маммологов (ASM Mammal Diversity Database) признаёт 3 вида крошечных белок:
- Филиппинская крошечная белка (Exilisciurus concinnus)
- Крошечная белка (Exilisciurus exilis)
- Крошечная белка Уайтхеда (Exilisciurus whiteheadi)